# انجمن منتقدان فیلم سنت لوئیس
انجمن منتقدان فیلم سنت لوئیس (به انگلیسی: St. Louis Film Critics Association) یا به‌اختصار «SLFCA»، یک انجمن نقد فیلم است که اعضای آن را، منتقدان فیلم ساکن کلان‌شهر سنت لوئیس و حومه تشکیل می‌دهند.
این انجمن در سال ۲۰۰۴ بنیان نهاده‌شد و در دسامبر هر سال، جوایزی را به منتخبان خود اهدا می‌کند.